# Бидек (Тегеран)
Бидек (перс. بیدک‎) — село на севере Ирана, в остане Тегеран. Входит в состав шахрестана Демавенд. Является частью дехестана (сельского округа) Джемабруд бахша Меркези.

## География
Село находится в восточной части остана, к югу от автодороги 79, на расстоянии приблизительно 13 километров (по прямой) к юго-востоку от города Демавенд, административного центра шахрестана. Абсолютная высота — 1876 метров над уровнем моря.

## Население
По данным переписи 2006 года население села составляло 438 человек (227 мужчин и 211 женщин). В Бидеке насчитывалось 123 домохозяйства. Уровень грамотности населения составлял 63,7 %. Уровень грамотности среди мужчин составлял 67,8 %, среди женщин — 59,2 %.
В 2016 году в селе имелось 101 домохозяйство и проживало 288 человек (156 мужчин и 132 женщины).